# 高爾基公園
55°43′53″N 37°36′14″E / 55.73139°N 37.60389°E

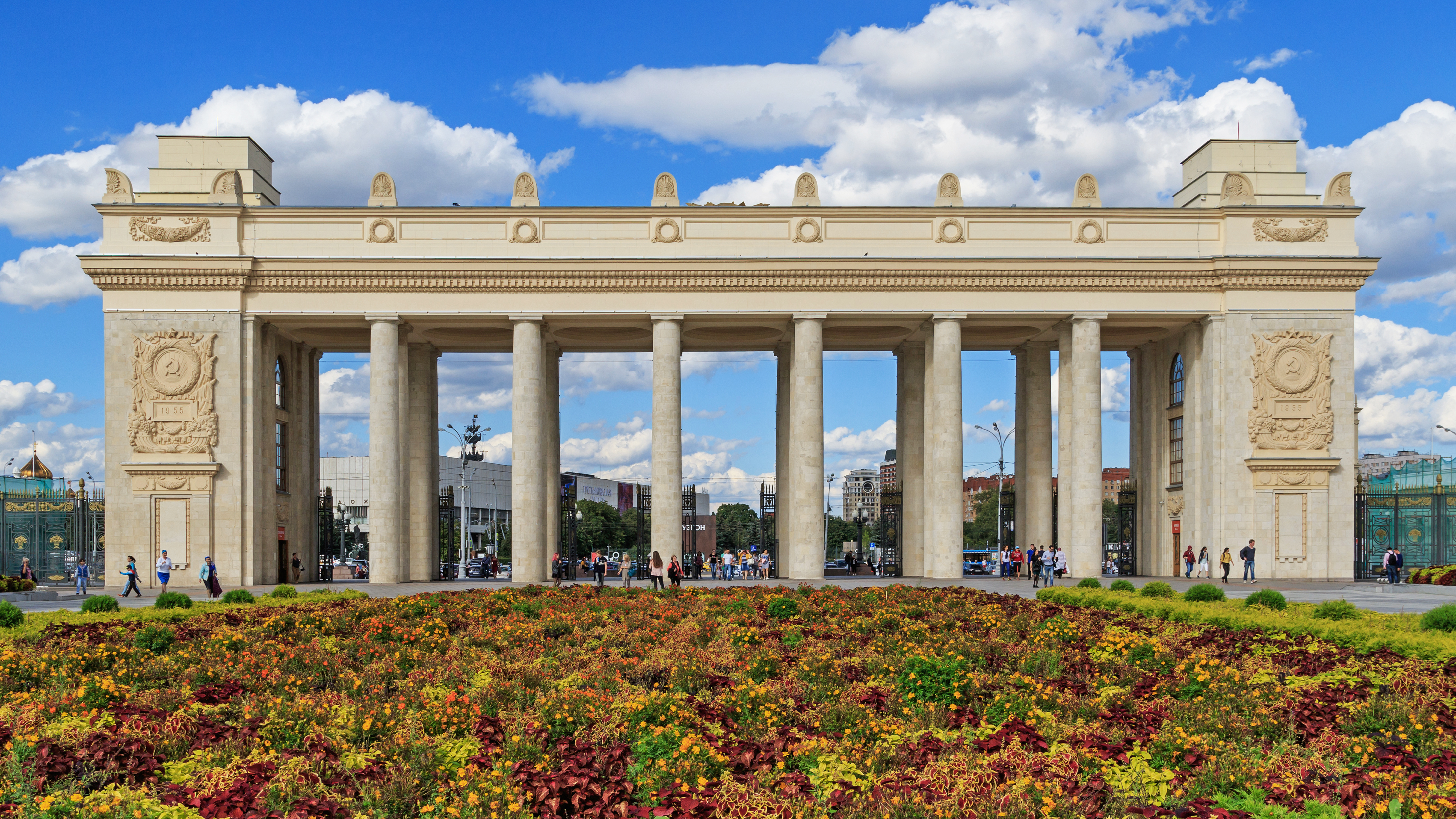
高爾基公園

高爾基公園是位於俄羅斯首都莫斯科的一座公園，正式名稱是「馬克西姆·高爾基紀念文化休閒中央公園」（俄语：Центральный Парк Культуры и Отдыха (ЦПКиО) им. М.Горького），因此又稱文化公園。高爾基公園開業於1928年，免費入場，是莫斯科市中心規模最大的公園之一。公園附近有莫斯科地鐵文化公園站。